# 范布倫 (印地安納州)
范布倫（英語：Van Buren）是一個位於美國印地安納州格蘭特縣的城鎮。

## 人口
根據2010年美國人口普查的數據，范布倫的面積為1.51平方千米，當中陸地面積為1.51平方千米，而水域面積為0.00平方千米。當地共有人口864人，而人口密度為每平方千米572人。